# Том Дван
Том Дван (англ. Tom Dwan; 30 липня 1986, Едісон, Нью-Джерсі, США) — професійний гравець в покер, яким, станом на 2011 рік заробив понад чотирьох мільйонів доларів США. Відомий всьому світу, завдяки своїм виграшам в Онлайн-покері. Грає під ніками: durrrr, Hold_emNL.

## Біографія
Народився 30 липня 1986 року в місті Едісоні (штат Нью-Джерсі, США). Навчався в школі, потім вступив до Бостонського університету на інженерну справу, але був відрахований.
У березні 2004 року, коли йому виповнилося 17 років, він вперше зіграв в турнірі $ 6 sit-and-go, маючи на рахунку всього $ 50, які допоміг покласти на рахунок батько. Всього лише за рік він виграв більше $ 15 000.
Почавши грати на ставках $ 1/2 Том швидко просувався по лімітах, і через кілька років вже грав за столами на найвищих ставках $ 500/1000 з такими профі, як Філ Айві, Девід Бенжамін, Гус Гансен, Патрік Антоніус, Брайан Таунсенд та іншими.
У 2005 році у своєму першому «живому» турнірі, Дван зайняв 12-е місце на Лондонському етапі Европокертура (EPT). У 2007 році зайняв 4 місце в «World Poker Tour Finals» і заробив $ 324 244. 2008 рік став досить успішним для Тома. Уже в січні він зайняв другі місця на «Aussie Millions» і на «WPT Borgata Winter Open». На турнірах «World Series of Poker» 2008 року, Том двічі опинився за фінальним столом. Він посів 7-е місце в $ 10 000 «World Championship Mixed Event» і 8-е в $ 5 000 «No-Limit 2-7 Draw».
У 2009 році його виступи не були настільки вдалими, проте він став одним з номінантів в «Залу слави покеру» поряд з такими особистостями як Баррі Грінштейн, Ден Харрінгтон, Філ Айві, Скотті Нгуен, Даніель Неграну, Ерік Зейдель.
У 2010 році на WSOP Дван посперечався на великі суми з іншими гравцями, що виграє браслет, він чотири рази потрапив в призи і був близький до перемоги, посівши 2-е місце ($ 381 885) у величезному турнірі на 2 563 учасника. У разі перемоги його виграші від суперечок могли досягти 15 мільйонів.
Світова Покерна Серія 2011 року знову не принесла Тому жодного браслета, хоча він знову укладав парі на великі суми, проте бажаючих поставити на те, що йому не вдасться завоювати браслет, було вже набагато менше. Найкращими результатами на WSOP-2011 для Двана стали: дев'яте місце в Події по Heads-Up з бай-іном 25 000 $ і п'яте місце в турнірі з HORSE з бай-іном 10 000 $, які в сумі принесли йому близько 200 000 $ призових.

## Відео з грою Тома Двана
- www.youtube.com;
- www.youtube.com

1. ↑  Том Дван – история успеха. gamblerkey.com.ua (ru-UA) . Архів оригіналу за 19 вересня 2021. Процитовано 22 вересня 2021. [Архівовано 2021-09-19 у Wayback Machine.]